# アルディッティ弦楽四重奏団
アルディッティ弦楽四重奏団（英語: Arditti Quartet）は、国際的に著名な弦楽四重奏団。

## 沿革・概要
1974年に当時まだ王立音楽院の学生であったアーヴィン・アルディッティによって創設された。とりわけ20世紀音楽に特化したレパートリーによって国際的に著名。ハリソン・バートウィッスルやジョン・ケージ、エリオット・カーター、ブライアン・ファーニホウ、ソフィヤ・グバイドゥーリナ、ジェルジ・リゲティ、コンロン・ナンカロウ、カールハインツ・シュトックハウゼン、ヴォルフガング・リーム、ボグスワフ・シェッフェル、ヤニス・クセナキスらの新作を初演している。アルディッティ弦楽四重奏団による委嘱作品も少なくない。
録音数も数多く、シェーンベルクやウェーベルン、ベルクによる弦楽四重奏のための全作品も録音している。1999年エルンスト・フォン・ジーメンス音楽賞受賞。

## 歴代メンバー
アルディッティ四重奏団は、以下のように団員の顔ぶれが激しく移り変わってきた。このため同じ作曲家の作品の演奏や録音でも、時期によって解釈に微妙な変化が現れることになる。創設者のI.アルディッティと並んでアルディッティ四重奏団の顔と呼ばれ続けたチェリストのデ・サラムは、2005年に同四重奏団を勇退し、創設者のほかに同カルテットの歴史を歩んできた者はすべていなくなった。
- アーヴィン・アルディッティ （第1ヴァイオリン）
- アショット・サルキシャン （第2ヴァイオリン 第5代、2005年6月 - ）
  - レノックス・マッケンジー（同 創設メンバー、 - 1983年）
  - アレクサンダー・バラネスク（同 第2代、1983年 - 1985年）
  - デイヴィッド・アルバーマン（同 第3代、1985年 - 1994年）
  - グレイム・ジェニングズ （同 第4代、1994年 - 2005年）
- ラルフ・エーラーズ （ヴィオラ、2003年1月 - ）
  - レヴァイン・アンドレード（同 創設メンバー、 - 1990年）
  - ガース・ノックス（同、1990年 - 1997年）
  - ドフ・シャインドリン （同、1998年 - 2002年）
- ルーカス・フェルズ （チェロ、第4代、2006年 - ）
  - ジョン・センター （同 創設メンバー、 - 1976年）
  - ヘレン・リーブマン （同 第2代、 - 1976年）
  - ロハン・デ・サラム （同 第3代、1977年 - 2005年）

## 演奏様式
アルディッティ四重奏団は、現代作品にレパートリーの焦点を絞っているという点において、米国のクロノス・カルテットと並び称される存在である。しかしアルディッティ四重奏団は、現代音楽のうち、前衛音楽や実験音楽と呼ばれる作品にのみ関心を寄せており、レパートリーは一部を除いてヨーロッパの音楽が中心を占めている。たとえば、クロノス・カルテットと違って、米国のアカデミズム系の現代音楽やミニマリズムの諸作品、第三世界の音楽などには、まったく興味を示していなかった。現在ではヨーロッパに学んだアジアや中南米出身の作曲家の作品も好んで取り上げる。
新ウィーン楽派の作品の解釈にも独自性が見られる。ラサール弦楽四重奏団やアルバン・ベルク弦楽四重奏団による先行の音源と比較すると、アルディッティ四重奏団の演奏は、新ウィーン楽派を20世紀初頭のウィーンの文化風土（とりわけマーラー作品や表現主義芸術との結びつき）の中でとらえることより、むしろ多声的・線的な楽曲構成に主眼を置いている。このため、マーラー風のポルタメントやグリッサンドを、たとえばアルバン・ベルク四重奏団の旧録音が強調気味に演奏し、濃密な表情づけを試みたのに対して、アルディッティ四重奏団はこれら特殊奏法をあくまで装飾の一つとして、あっさりと流している。アルディッティ四重奏団によるこのような新ウィーン楽派の解釈は、アルバン・ベルク四重奏団の新録音も含めて、現代のさまざまな弦楽四重奏団に新たな啓示をもたらしたが、結果的に新ウィーン楽派（とりわけベルク）と後期ロマン派音楽との接点を断ち切ってしまった観も否めない。現在では、たびたびの団員の交替と長い演奏経験からくる円熟、難曲志向の後退によって、かつてのような鋭い演奏様式は消え、かわりに叙情的な丸みを帯びてきている。